# Robert David Hall
Robert David Hall (East Orange, 9 novembre 1947) è un attore statunitense.

## Biografia
Ha frequentato la University of California (UCLA), Los Angeles, conseguendo la laurea in Letteratura inglese nel 1971.
Nel 1978 la sua vita cambia radicalmente. Gli vengono amputate entrambe le gambe a causa di un incidente che gli provocò delle gravi ustioni sul 65% del corpo. Da allora fa uso di arti meccanici e si è dedicato molto all'attività musicale. È proprio attraverso il recupero psicologico, operato attraverso la musica, che incontra la terza moglie un anno dopo il suo incidente, sposandola circa 20 anni più tardi.
Attore di carattere, barbuto, fin dal suo incidente ha fatto parecchia attività radiofonica e di doppiaggio, che gli consentono di compensare la sua incapacità motoria.
Viene scelto per il ruolo del coroner, Dr Albert Robbins, su CSI: Scena del crimine (2000); inizialmente doveva essere un unico episodio ma, immediatamente, col suo carattere, diviene un personaggio (secondario) eccellente. Partendo da questo successo monumentale, Hall diviene un portavoce appassionato dell'importanza di assumere attori con incapacità fisico-motorie. È stato testimone di fronte al Congresso e rappresenta una colonna nazionale presiedendo il Comitato delle Star con Incapacità.
È un ottimo cantante e pianista, grande esecutore anche con la chitarra.

## Vita privata
È stato sposato tre volte dal 1969 al 1974 con Susan Petroni, nel 1979 sposò Connie Cole, una makeup artist, con la quale ha un figlio, Andrew nato nel 1981, nel 1999, ha sposato Judy Stearns, musicista.

## Filmografia

### Cinema
- L'affare del secolo (Deal of the Century), regia di William Friedkin (1983)
- Conflitto di classe (Class Action), regia di Michael Apted (1991)
- C'era una volta nella foresta (Once Upon a Forest), regia di Charles Grosvenor (1993)
- Incubo d'amore (Dream Lover), regia di Nicholas Kazan (1993)
- Starship Troopers - Fanteria dello spazio (Starship Troopers), regia di Paul Verhoeven (1997)
- Il negoziatore (The Negotiator), regia di F. Gary Gray (1999)

### Televisione
- ABC Weekend Specials – serie TV, episodio 10x03 (1986)
- Autostop per il cielo (Highway to Heaven) – serie TV, episodio 5x07 (1989)
- Batman (Batman: The Animated Series) – serie TV animata, episodio 1x03 (1992) (voce)
- Mann & Machine – serie TV, episodio 1x01 (1992)
- Una famiglia come le altre (Life Goes On) – serie TV, 6 episodi (1991-1993)
- Avvocati a Los Angeles (L.A. Law) – serie TV, episodi 6x02-7x02-7x14 (1991-1993)
- Beverly Hills 90210 (Beverly Hills, 90210) – serie TV, episodi 2x25-3x17-5x10 (1992-1994)
- Andersonville – film TV (1996)
- High Incident – serie TV, episodi 1x07-2x11 (1996)
- Brooklyn South – serie TV, episodio 1x05 (1997)
- L'inferno dietro quel cancello (Prison Of Secrets) – film TV (1997)
- Cinque in famiglia (Party of Five) – serie TV, episodio 4x10 (1997)
- Terra promessa (Promised Land) – serie TV, episodio 2x14 (1998)
- Batman - Cavaliere della notte (The New Batman Adventures) – serie TV animata, episodio 1x13 (1998) (voce)
- Il tocco di un angelo (Touched by an Angel) – serie TV, episodio 5x12 (1999)
- Le avventure di Superman (Superman: The Animated Series) – serie TV animata, episodi 2x21-3x12-3x13 (1997-2000) (voce)
- West Wing - Tutti gli uomini del Presidente (The West Wing) – serie TV, episodio 1x15 (2000)
- Batman of the Future (Batman Beyond) – serie TV animata, episodio 3x06 (2000) (voce)
- The Practice - Professione avvocati (The Practice) – serie TV, 4 episodi (1999-2001)
- In tribunale con Lynn (Family Law) – serie TV, episodi 2x11-2x18 (2001)
- The Zeta Project – serie TV animata, episodio 2x08 (2002) (voce)
- Static Shock – serie TV animata, episodio 3x04 (2003) (voce)
- Avatar - La leggenda di Aang (Avatar: The Last Airbender) – serie TV animata, episodio 2x16 (2006) (voce)
- The Batman – serie TV animata, episodio 4x07 (2007) (voce)
- CSI: Scena del crimine (CSI: Crime Scene Investigation) – serie TV, 328 episodi (2000-2015)
- CSI: Immortality (CSI: The Finale) – film TV (2015)

### Doppiaggio
- The Littles (1983)
- Here Come The Littles (1985)
- Liberty And The Littles (1986)
- Batman – Heart Of Ice (1992) - voce narrante
- The Adventures Of Batman & Robin (1992) - voce narrante
- Batman – The animated series (1992) - voce narrante
- Once Upon A Forest (1993) - voce narrante

## Riconoscimenti
- 2005 Screen Actors Guild Awards come Outstanding Performance by an Ensemble in a Drama Series (eccezionale performance di gruppo in una serie drammatica) per CSI: Scena del crimine

## Doppiatori italiani
Nelle versioni in italiano delle opere in cui ha recitato, Robert David Hall è stato doppiato da:
- Bruno Alessandro in CSI - Scena del crimine (st. 11-15), CSI: Immortality
- Luca Biagini in Conflitto di classe
- Gianni Bonagura in Incubo d'amore
- Claudio Fattoretto in Starship Troopers - Fanteria dello spazio
- Silvio Anselmo in The Practice - Professione avvocati
- Sandro Sardone in CSI - Scena del crimine (st. 1-8)
- Renato Mori in CSI - Scena del crimine (st. 9-10)